# Benjamin Demir
Benjamin Demir (in macedone Бенјамин Демир?; Skopje, 16 maggio 1996) è un calciatore macedone, attaccante del Vardarski.